# العين براديس

صورة لحديقة العين برادايس.

العين براديس ومجسم برج إيفل.

مسلات الورود في الحديقة.

حديقة العين براديس وبالإنجليزية: Al Ain Paradise
تقع هذه الحديقة بمنطقة زاخر في مدينة العين «إمارة أبو ظبي» وقد استطاعت الحديقة الحصول على رقم قياسي عالمي عندما حققت 2424 سلة معلقة ودخلت موسوعة جينيس لعامين متتاليين.
مساحة الحديقة قدرها 70 ألف متر مربع بما في ذلك الممرات والمماشي الداخلية التي تبلغ أطوالها 1000 متر تقريباً، وتشتمل الحديقة كذلك على أكبر برج من سلال الزهور المعلقة عالمياً بارتفاع 7 أمتار وعلى 50 هرماً من الزهور بألوان وأنواع مختلفة، بالإضافة لمجسم مصغر لبرج إيفل يبلغ ارتفاعه 12 متراً مزوداً بنظام متطور للإضاءة لإضافة مزيد من اللمسات الجمالية على الحديقة الجديدة من نوعها، كما تحوي الحديقة شلالا للمياه يمتد بطول 95 متراً تقريباً وبارتفاع 250 سم، تم تصميمه على شكل سد من الصخور الطبيعية بحيث تتدفق المياه عبره من أعلى إلى أسفل لتأخذ مساراً على شكل مجرى دائري، ويتميز مدخل الحديقة بانه على شكل قوس من معدن الحديد مشغول اللامع بارتفاع 5ر7 أمتار يحمل في قمته اسم الحديقة ومثبت على جانبيه مجموعة من السلال المعلقة، وقد عمل على تنفيذ هذا المشروع حوالي 300 من المهندسين والفنيين والعمال من مختلف التخصصات والمهن قاموا بإنجاز هذه الحديقة التي تشتمل على أكثر من 25 نوعاً من مختلف الزهور تنحدر أصولها من بلدان عدة مثل أمريكا[ ؟ ]، أوروبا، اليابان، ألمانيا وإيطاليا، كما تم وضع مجسمات من النباتات المعلقة بمنطقة الجلوس وزراعة كامل أرضية الحديقة بالعشب الطبيعي وإنشاء مسرح صغير بمساحة 50 مترا مربعا لاحتضان الأنشطة والفعاليات المختلفة التي تقام في المناسبات مع ساحة تتسع لحوالي 500 شخص. وصممت الأرضيات على شكل أسماك متداخلة تتألف من 3 ألوان، بالإضافة لأكبر مجسم هرمي ثلاثي الأبعاد من الزهور العمودية المعلقة بالحديقة يبلغ ارتفاعه 7 أمتار وقاعدته مربعة الشكل طول ضلعها 5 أمتار تتوسط تصميماً من الزهور يسمى «حديقة الحياة» وهو عبارة عن تصميم عالمي معروف بمجال الحدائق يأخذ شكل زهرة كبيرة.
و بالرغم من ذلك أعلنت شركة عقار لخدمات تنسيق الحدائق والزراعة (الشركة المسؤولة عن الحديقة)، قررت توسيع الحديقة لجعلها أكثر ابهارا وجمالا وتحطيم الرقم القياسي، لاحتوائها على أكبر عدد من سلال الزهور العمودية «المعلقة».
و دخلت تلك الحديقة موسوعة جينيس حيث يبلغ عدد السلال المعلقة في الحديقة 2965سلة بواقع مليون زهرة من مختلف أنواع الزهور، وبتصاميم متنوعة تتألف من طبقات تتراوح بين طبقة إلى عشرة في السلة الواحدة.